# Bután en los Juegos Olímpicos de Atenas 2004
Bután estuvo representado en los Juegos Olímpicos de Atenas 2004 por dos deportistas, un hombre y una mujer, que compitieron en tiro con arco.
La portadora de la bandera en la ceremonia de apertura fue la tiradora con arco Tshering Choden. El equipo olímpico butanés no obtuvo ninguna medalla en estos Juegos.